# Тот, Бела (футболист)
Бела Тот (венг. Tóth Béla; дата и место рождения и смерти неизвестно) — венгерский тренер. С 1927 по 1932 год тренировал сборную Турции. Участник летних Олимпийских игр в Амстердаме.

## Карьера
Информации о биографии Тота практически нет. Свой первый матч на посту тренера сборной провёл против Болгарии 17 июля 1927 года, сыграв вничью со счётом 3:3 в первом матче и 3:1 в матче-реванше. Однако он был уволен 17 апреля 1932 года после поражения со счетом 2:1 от резервной команды Венгрии, а также после серии поражений из четырех матчей подряд. В общей сложности, он тренировал сборную Турции в 8 матчах, выиграв 2 матча, 1 раз сыграв вничью и проиграв 5 раз, при этом разница мячей была −10 (14-24).